# Rugocaudia
Rugocaudia ("mající drsný ocas") byl rod sauropodního titanosauriformního dinosaura, jehož fosilie byly objeveny na území státu Montana (USA). Tento dinosaurus žil v období spodní křídy (stupně apt až alb), asi před 115 až 108 miliony let (geologické souvrství Cloverly).

## Objev a popis
Holotyp nese označení MOR 334 a sestává z nekompletní postkraniální kostry (18 ocasních obratlů, izolovaný nervový oblouk, zub, část metakarpálu a další kosterní fragmenty). V současnosti je znám jediný (a typový) druh, R. cooneyi. Druhové jméno je odvozeno od jména majitele pozemku, na kterém byla fosilie objevena, J. P. Cooneyho.
Ve stejných ekosystémech žili také velcí ornitopodi rodu Tenontosaurus nebo masožraví teropodi Acrocanthosaurus a Deinonychus.